# Holnest
Holnest est une paroisse civile et un village du Dorset, en Angleterre.